# Intel Grand Slam
Der Intel Grand Slam ist in der E-Sport-Disziplin Counter-Strike: Global Offensive bzw. Counter-Strike 2 eine Möglichkeit, durch vier Siege in den sogenannten Grand-Slam-Wettbewerben von DreamHack und Electronic Sports League eine Million US-Dollar zu gewinnen.

## Modus
Alle von DreamHack oder Electronic Sports League veranstalteten Wettbewerbe mit einem Preisgeld von mindestens 200.000 US-Dollar gehören zu den Grand Slam-Wettbewerben. In den ersten zwei Seasons galt es als erster vier dieser Events aus den letzten zehn zu gewinnen, um den Grand-Slam-Titel und somit ein Preisgeld von einer Million US-Dollar zu erhalten. Seit Season 3 werden sechs Siege benötigt. Alternativ reichen weiterhin vier, wenn einer dieser Siege entweder bei ESL One Cologne, IEM Katowice oder einem von ESL oder DreamHack ausgetragenen Valve Major Turnier errungen wurde.
Nach dem Gewinn des Titels werden alle Siege wieder zurückgesetzt und die Jagd auf das Preisgeld startet erneut. Falls ein Team es schafft, den finalen Sieg eines anderen Teams zu vereiteln, erhält dieser als Prämie 100.000 US-Dollar – vorausgesetzt das Team ist nicht selbst vor der Schwelle des Grand-Slam-Gewinns.

## Turniere
Die bisher ausgetragenen Turniere sowie die bereits bekannten kommenden Turniere sind im Folgenden gelistet. Die Wettbewerbe, welche zum Gewinn eines Grand-Slam-Titels beitrugen, sind inkl. des dazugehörigen Siegerteams fett markiert.
| Wettbewerb                                            | Datum                       | Preisgeld   | Austragungsort | Sieger            | Finalist          |
| ----------------------------------------------------- | --------------------------- | ----------- | -------------- | ----------------- | ----------------- |
| ESL One Cologne 2017                                  | 04.07. – 9. Juli 2017       | 250.000 $   | Köln           | SK Gaming         | Cloud 9           |
| DreamHack Masters Malmö 2017                          | 30.08. – 3. September 2017  | 250.000 $   | Malmö          | G2 Esports        | North             |
| ESL One New York 2017                                 | 14.09. – 17. September 2017 | 250.000 $   | New York City  | FaZe Clan         | Liquid            |
| Intel Extreme Masters Season XII – Oakland            | 16.11. – 19. November 2017  | 300.000 $   | Oakland        | Ninjas in Pyjamas | FaZe Clan         |
| ESL Pro League Season 6 – Finals                      | 05.12. – 10. Dezember 2017  | 750.000 $   | Odense         | SK Gaming         | FaZe Clan         |
| Intel Extreme Masters Season XII – World Championship | 27.02. – 4. März 2018       | 500.000 $   | Katowice       | Fnatic            | FaZe Clan         |
| DreamHack Masters Marseille 2018                      | 18.04. – 22. April 2018     | 250.000 $   | Marseille      | Astralis          | Natus Vincere     |
| Intel Extreme Masters XIII – Sydney                   | 01.05. – 6. Mai 2018        | 250.000 $   | Sydney         | FaZe Clan         | Astralis          |
| ESL Pro League Season 7 – Finals                      | 14.05. – 20. März 2018      | 750.000 $   | Dallas         | Astralis          | Liquid            |
| ESL One: Belo Horizonte 2018                          | 13.06. – 17. Juni 2018      | 200.000 $   | Belo Horizonte | FaZe Clan         | Mousesports       |
| ESL One Cologne 2018                                  | 03.07. – 8. Juli 2018       | 300.000 $   | Köln           | Natus Vincere     | BIG               |
| DreamHack Masters Stockholm 2018                      | 29.08. – 2. September 2018  | 250.000 $   | Stockholm      | North             | Astralis          |
| ESL One New York 2018                                 | 26.09. – 30. September 2018 | 250.000 $   | New York City  | Mousesports       | Team Liquid       |
| Intel Extreme Masters XIII – Chicago                  | 06.11. – 11. November 2018  | 250.000 $   | Chicago        | Astralis          | Team Liquid       |
| ESL Pro League Season 8 – Finals                      | 04.12. – 9. Dezember 2018   | 750.000 $   | Odense         | Astralis          | Team Liquid       |
| Intel Extreme Masters XIII – Katowice Major 2019      | 13.02. – 3. März 2019       | 1.000.000 $ | Katowice       | Astralis          | Ence              |
| Intel Extreme Masters XIV – Sydney                    | 30.04. – 5. Mai 2019        | 250.000 $   | Sydney         | Team Liquid       | Fnatic            |
| DreamHack Masters Dallas 2019                         | 28.05. – 2. Juni 2019       | 250.000 $   | Dallas         | Team Liquid       | Ence              |
| ESL Pro League Season 9 Finals                        | 18.06. – 23. Juni 2019      | 600.000 $   | Montpellier    | Team Liquid       | G2 Esports        |
| ESL One Cologne 2019                                  | 02.07. – 7. Juli 2019       | 300.000 $   | Köln           | Team Liquid       | Team Vitality     |
| Intel Extreme Masters XIV – Chicago                   | 18.07. – 21. Juli 2019      | 250.000 $   | Chicago        | Team Liquid       | Ence              |
| ESL One New York 2019                                 | 26.09. – 29. September 2019 | 200.000 $   | New York City  | Evil Geniuses     | Astralis          |
| Dreamhack Masters Malmö 2019                          | 01.10 – 6. Oktober 2019     | 250.000 $   | Malmö          | Fnatic            | Team Vitality     |
| Intel Extreme Masters IXV – Beijing                   | 07.11. – 10. November 2019  | 250.000 $   | Peking         | Astralis          | 100 Thieves       |
| ESL Pro League Season 10 – Finals                     | 03.12. – 8. Dezember 2019   | 600.000 $   | Odense         | Mousesports       | Fnatic            |
| Intel Extreme Masters XIV – World Championship        | 24.02. – 1. März 2020       | 500.000 $   | Katowice       | Natus Vincere     | G2 Esports        |
| IEM Season XV - Global Challenge                      | 15.12. – 20. Dezember 2020  | 500.000 $   | Online         | Astralis          | Team Liquid       |
| Intel Extreme Masters XV – World Championship         | 16.02. – 28. Februar 2021   | 1.000.000 $ | Online         | Gambit Gaming     | Virtus.pro        |
| ESL Pro League Season 13                              | 08.03. – 11. April 2021     | 750.000 $   | Online         | Heroic            | Gambit Gaming     |
| DreamHack Masters Spring 2021                         | 29.04. – 9. Mai 2021        | 250.000 $   | Online         | Natus Vincere     | Gambit Gaming     |
| Intel Extreme Masters XVI – Summer                    | 03.06. – 13. Juni 2021      | 250.000 $   | Online         | Gambit Gaming     | OG                |
| Intel Extreme Masters XVI – Cologne                   | 03.06. – 13. Juni 2021      | 1.000.000 $ | Köln           | Natus Vincere     | G2 Esports        |
| ESL Pro League Season 14                              | 03.06. – 13. Juni 2021      | 750.000 $   | Online         | Natus Vincere     | Team Vitality     |
| Intel Extreme Masters XVI – Winter                    | 02.12 – 12. Dezember 2021   | 250.000 $   | Stockholm      | Team Vitality     | Ninjas in Pyjamas |
| Intel Extreme Masters XVI – Katowice                  | 15.02 – 27. Februar 2022    | 1.000.000 $ | Katowice       | FaZe Clan         | G2 Esports        |
| ESL Pro League Season 15                              | 09.03 – 10. April 2022      | 823.000 $   | Düsseldorf     | FaZe Clan         | Ence              |
| Intel Extreme Masters XVII – Dallas                   | 30.05 – 5. Juni 2022        | 250.000 $   | Dallas         | Cloud 9           | Ence              |
| Intel Extreme Masters XVII – Cologne                  | 05.07 – 17. Juli 2022       | 1.000.000 $ | Köln           | FaZe Clan         | Natus Vincere     |
| ESL Pro League Season 16                              | 31.08 – 2. Oktober 2022     | 835.000 $   | Malta          | Team Vitality     | Team Liquid       |
| Intel Extreme Masters Rio Major 2022                  | 31.10 – 13. November 2022   | 1.250.000 $ | Rio de Janeiro | Outsiders         | Heroic            |
| Intel Extreme Masters Katowice 2023                   | 31.01 – 12. Februar 2023    | 1.000.000 $ | Katowice       | G2 Esports        | Heroic            |
| ESL Pro League Season 17                              | 01.03 – 2. April 2023       | 835.000 $   | Malta          | FaZe Clan         | Cloud 9           |
| Intel Extreme Masters Spring 2023                     | 17.04 – 23. April 2023      | 250.000 $   | Rio de Janeiro | Team Vitality     | Heroic            |
| Intel Extreme Masters Dallas 2023                     | 29.05 – 4. Juni 2023        | 250.000 $   | Dallas         | Ence              | MOUZ              |
| Intel Extreme Masters Cologne 2023                    | 25.07 – 6. August 2023      | 1.000.000 $ | Köln           | G2 Esports        | Ence              |
| ESL Pro League Season 18                              | 15.08 – 24. September 2023  | 835.000 $   | Malta          | MOUZ              | Natus Vincere     |
| Intel Extreme Masters Sydney 2023                     | 16.10 – 22. Oktober 2023    | 250.000 $   | Sydney         | FaZe Clan         | Complexity Gaming |
| Intel Extreme Masters Katowice 2024                   | 31.01 – 11. Februar 2024    | 1.000.000 $ | Katowice       | Team Spirit       | FaZe Clan         |
| Intel Extreme Masters Chengdu 2024                    | 08.04 – 14. April 2024      | 250.000 $   | Chengdu        | FaZe Clan         | MOUZ              |
| ESL Pro League Season 19                              | 23.04 – 12. Mai 2024        | 750.000 $   | Malta          | MOUZ              | Team Vitality     |
| Intel Extreme Masters Dallas 2024                     | 27.05 – 2. Juni 2024        | 250.000 $   | Dallas         | G2 Esports        | Team Vitality     |
| Intel Extreme Masters Cologne 2024                    | 07.08 – 18. August 2024     | 1.000.000 $ | Köln           | Team Vitality     | Natus Vincere     |
| ESL Pro League Season 20                              | 03.09 – 22. September 2024  | 750.000 $   | Malta          | Natus Vincere     | Eternal Fire      |
| Intel Extreme Masters Rio 2024                        | 07.10 – 13. Oktober 2024    | 250.000 $   | Rio de Janeiro | Natus Vincere     | MOUZ              |
| Intel Extreme Masters Katowice 2025                   | 29.01 – 9. Februar 2025     | 1.000.000 $ | Katowice       | Team Vitality     | Team Spirit       |
| ESL Pro League Season 21                              | 07.03 – 16. März 2025       | 1.000.000 $ | Stockholm      | Team Vitality     | MOUZ              |
| Intel Extreme Masters Melbourne 2025                  | 21.04 – 27. April 2025      | 1.000.000 $ | Melbourne      | Team Vitality     | Team Falcons      |

## Sieger
Bisher konnten die fünf Teams Astralis, Team Liquid, NaVi, FaZe Clan und Team Vitality jeweils einen Grand Slam gewinnen.
| Saison | Sieger        | Finaler Wettbewerb                   | Datum des Grand Slam Sieges |
| ------ | ------------- | ------------------------------------ | --------------------------- |
| 1      | Astralis      | ESL Pro League Season 8 – Finals     | 09.12.2018                  |
| 2      | Team Liquid   | ESL One Cologne 2019                 | 07.07.2019                  |
| 3      | Natus Vincere | ESL Pro League Season 14             | 13.09.2021                  |
| 4      | FaZe Clan     | ESL Pro League Season 17             | 26.03.2023                  |
| 5      | Team Vitality | Intel Extreme Masters Melbourne 2025 | 27.04.2025                  |